# Дудчино (Херсонская область)
Дудчино (укр. Дудчине) — село в Тавричанской сельской общине Каховского района Херсонской области Украины.
Население по переписи 2001 года составляло 959 человек. Почтовый индекс — 74845. Телефонный код — 5536. Код КОАТУУ — 6523581501.

## Местный совет
74845, Херсонская обл., Каховский р-н, с. Дудчино, ул. Украинская